# Rio São Bento (sud de Santa Catarina)
Pour les articles homonymes, voir rio São Bento.
Le rio São Bento est une rivière brésilienne du sud de l'État de Santa Catarina, affluent de la rive gauche du rio Manuel Alves.
Il naît sur le territoire de la municipalité de Siderópolis, traverse Nova Veneza, Forquilhinha et Maracajá avant de se jeter dans le rio Manuel Alves.